# Sopkalia
Sopkalia is een geslacht van steenvliegen uit de familie Perlodidae. De wetenschappelijke naam van het geslacht is voor het eerst geldig gepubliceerd in 1952 door Ricker.

## Soorten
Sopkalia omvat de volgende soorten:
- Sopkalia yamadae (Okamoto, 1917)